# Norwegische Meisterschaften im Biathlon 1964
Die norwegischen Meisterschaften im Biathlon 1964 fanden am 23. Februar 1964 zum zweiten Mal nach 1960 im Sørkedalen im Nordwesten von Oslo statt. Ausgetragen wurde ein Einzelwettkampf über 20 Kilometer.
Der Wettbewerb war durch sehr gute Schießergebnisse geprägt, drei der besten sechs Athleten trafen alle zwanzig Scheiben. Sieger wurde zum zweiten Mal Olav Jordet, bei den Junioren verteidigte Jens Nygård seinen Titel.

## Männer

### Einzel (20 km)
| Platz | Starter             | Verein        | Zeit      | Treffer |
| ----- | ------------------- | ------------- | --------- | ------- |
| 1     | Olav Jordet         | HV-05/Tolga   | 1:42:55 h | 20      |
| 2     | Ola Wærhaug         | HV-04/Skedsmo | 1:44:46 h | 20      |
| 3     | Ragnar Tveiten      | HV-02/OPIL    | 1:45:35 h | 18      |
| 4     | Magnar Ingebrigtsli | HV-12         | 1:47:42 h | 19      |
| 5     | Jon Istad           | HV-10/Voss    | 1:48:05 h | 18      |
| 6     | Egil Nygård         | HV-05/Tolga   | 1:48:09 h | 20      |

Start: 23. Februar 1964